# Elecciones municipales argelinas de 1919
Las elecciones municipales de Argelia de 1919 se celebraron en la Argelia francesa en noviembre de 1919 para elegir los concejos municipales de las ciudades.

## Cuerpo Electoral
El cuerpo electoral de los nativos argelinos se encargó en estas elecciones de designar a los concejales municipales musulmanes en los 281 municipios de pleno ejercicio de Argelia.
El resultado de esta representación electiva de los musulmanes en los concejos municipales fue aumentar de una cuarta parte a un tercio del total de miembros de los concejos y el número total de sus concejales municipales se incrementó así en alrededor de un 65%, pasando de 390 a 1.540.

## Concejales notables
- Emir Jaled (1875-1936)
- Mohamed Seghir Boushaki (1869-1959)[6]